# Reunión de Alto Nivel de la Asamblea General de las Naciones Unidas sobre el SIDA
La Asamblea General de las Naciones Unidas decidió convocar una Reunión de Alto Nivel de la Asamblea General de las Naciones Unidas sobre el SIDA del 8 al 10 de junio de 2011.

## Celebración
El 20 de diciembre de 2010 la Asamblea General de las Naciones Unidas en la Resolución 65/180 decidió convocar una Reunión de Alto Nivel de la Asamblea General de las Naciones Unidas sobre el SIDA del 8 al 10 de junio de 2011.

Transcurridos treinta años de la existencia de la epidemia de SIDA, y después de diez años del hito histórico que supuso la celebración de la Sesión especial de la Asamblea General de las Naciones Unidas sobre el VIH/SIDA, el mundo se volverá a reunir para estudiar los progresos alcanzados y trazar el curso que tomará la respuesta mundial al SIDA en el futuro durante la Reunión de alto nivel de la Asamblea General de las Naciones Unidas 2011, que tendrá lugar entre el 8 y el 10 de junio en Nueva York.

Se espera que los Estados Miembros aprueben una nueva Declaración que reafirmará los compromisos asumidos en el presente y, gracias a la cual, se establecerá un conjunto de acciones que contribuirán a guiar y a sostener la respuesta mundial al SIDA.
Las pruebas disponibles en lo que se refiere a la respuesta a la enfermedad nunca han sido tan convincentes. Los nuevos datos recogidos por ONUSIDA demuestran claramente que se están consiguiendo continuos avances en pro de la consecución de cero nuevas infecciones, cero discriminaciones y cero muertes relacionadas con el SIDA, por medio del acceso universal a la prevención, el tratamiento, la atención y el apoyo relacionados con el VIH.
Todo lo conseguido hasta ahora es real, pero se trata de resultados frágiles y, además, todavía no ha sido posible llegar a todas las personas que precisan ayuda: existen 10 millones de personas que todavía esperan poder recibir tratamiento contra el VIH. Más aún, por cada persona que comienza el tratamiento, dos contraen la infección por el virus. Por otra parte, el estigma y la discriminación continúan representando importantes obstáculos en el camino.
Acelerar el progreso supondrá contar con una solidaridad y un asociacionismo a nivel mundial, especialmente en estos tiempos de austeridad fiscal. Los países, por su parte, pueden aprovechar nuevas oportunidades y retos a través de cuestiones tales como mecanismos de financiación innovadores, la transferencia de tecnologías y la integración del SIDA y la salud junto con otros servicios.

La reunión de alto nivel sobre el SIDA 2011 constituye una oportunidad mundial única para que los asociados se reúnan e impulsen el programa del sida hacia adelante.
Organización de las Naciones Unidas